# イングラハム (フリゲート)
| USS Ingraham (FFG-61) |                                                                                           |
| 艦歴                  |                                                                                           |
| 発注:                 |                                                                                           |
| 起工:                 | 1987年3月30日                                                                             |
| 進水:                 | 1988年6月25日                                                                             |
| 就役:                 | 1989年8月5日                                                                              |
| 退役:                 | 2014年11月12日                                                                            |
| 除籍:                 |                                                                                           |
| その後:               | 2021年8月15日標的艦として海没処分                                                         |
| 要目                  |                                                                                           |
| 排水量                | 基準: 3,225 t                                                                             |
| 排水量                | 満載: 4,100 t                                                                             |
| 全長                  | 453 ft (138 m)                                                                            |
| 全幅                  | 45.4 ft (13.8 m)                                                                          |
| 吃水                  | 24 ft (7.3 m)                                                                             |
| 機関                  | COGAG方式                                                                                 |
| 機関                  | LM2500-30ガスタービンエンジン (20,500hp) ×2基                                             |
| 機関                  | 可変ピッチプロペラ（5翔）×1軸                                                             |
| 機関                  | 非常用旋回式スラスタ（350hp）×2基                                                         |
| 最大速                | 29ノット以上                                                                              |
| 航続距離              | 4,500 海里（20ノット巡航時）                                                              |
| 乗員                  | 206名（士官13名）                                                                         |
| 兵装                  | Mk.75 76mm単装速射砲×1基                                                                  |
| 兵装                  | Mk.38 25mm単装機銃×2基                                                                    |
| 兵装                  | Mk.15 20mmCIWS×1基                                                                        |
| 兵装                  | M2 12.7mm単装機銃×4基                                                                     |
| 兵装                  | Mk.13 mod.4単装ミサイル発射機×1基 * SM-1MR SAM * ハープーンSSM を発射可能 ※2003年以降撤去 |
| 兵装                  | Mk.32 mod.17 3連装短魚雷発射管×2基                                                        |
| 艦載機                | SH-60B LAMPSヘリコプター×2機                                                              |
| C4ISTAR               | NTDS (JTDS＋リンク 11/14)                                                                 |
| C4ISTAR               | Mk.92 FCS (SM-1MR, 76mm砲用)                                                              |
| C4ISTAR               | AN/SQQ-89 ASWCS                                                                           |
| センサ                | AN/SPS-49 対空捜索レーダー                                                                |
| センサ                | AN/SPS-55 対水上捜索レーダー                                                              |
| センサ                | AN/SQS-56 船底装備ソナー                                                                  |
| センサ                | AN/SQR-19 曳航ソナー                                                                      |
| 電子戦                | AN/SLQ-32(V)5 ESM/ECM装置                                                                 |
| 電子戦                | Mk.36 デコイ発射装置                                                                      |
| モットー:             |                                                                                           |

イングラハム (英語: USS Ingraham, FFG-61) は、アメリカ海軍のミサイルフリゲート。オリバー・ハザード・ペリー級ミサイルフリゲートの51番艦。艦名はダンカン・イングラハム大佐（後にアメリカ連合国海軍准将、1802 - 1891）に因む。その名を持つ艦としては4隻目。

## 艦歴
イングラハムはカリフォルニア州サンペドロのトッド・パシフィック造船所で1987年3月30日に起工する。1988年6月25日に進水し、1989年8月5日に就役した。
2005年の時点でイングラハムはワシントン州エヴェレットを母港とし、リックス・ポーク艦長の指揮下第9駆逐戦隊に所属する。
2007年12月1日から5日まで、香川県高松市にある、高松港2万トン級バースで停泊した。2014年11月12日退役。
2021年8月15日にSINKEXの一環で行われた演習において、イングラハムは標的艦として複数の対艦ミサイルが命中した後、マーク48魚雷により沈没した。